# Charles Halton
Charles Halton (Washington, 16 marzo 1876 – Los Angeles, 16 aprile 1959) è stato un attore statunitense.
Ha preso parte a circa 200 produzioni soprattutto cinematografiche ma anche televisive, dal 1901 al 1958.

## Filmografia parziale

### Cinema
- Scrivimi fermo posta (The Shop Around the Corner), regia di Ernst Lubitsch (1940)
- Dr. Cyclops, regia di Ernest B. Schoedsack (1940)
- Il prigioniero di Amsterdam (Foreign Correspondent), regia di Alfred Hitchcock (1940)
- Vogliamo vivere! (To Be or Not to Be), regia di Ernst Lubitsch (1942)
- Se non ci fossimo noi donne...! (Government Girl), regia di Dudley Nichols (1943)
- Allegri imbroglioni (Jitterbugs), regia di Malcolm St. Clair (1943)
- La vita è meravigliosa (It's a Wonderful Life), regia di Frank Capra (1946)
- I Love Melvin, regia di Don Weis (1953)

### Televisione
- Gianni e Pinotto (The Abbott and Costello Show) – serie TV, episodio 2x24 (1954)
- General Electric Theater – serie TV, episodio 4x08 (1955)
- Crossroads – serie TV, episodi 1x01-1x36 (1955-1956)